# بيبوي رافانيس
بيبوي رافانيس مواليد 6 يناير 1959 في مدينة سيبو، هو مدرب كرة سلة فلبيني ولاعب معتزل. بدأ مسيرته الاحترافية في سنة 1979. يدرب سان ميغيل بيرمن في الرابطة الفلبينية لكرة السلة. يبلغ طوله 6 قدم 1 بوصة (1.9 م). اعتزل اللعب في 1994.

## المسيرة الاحترافية
لعب مع سان ميغيل بيرمن من سنة 1980 إلى 1985، ثم لعب مع ألاسكا أيسز من سنة 1988 إلى 1991، ثم لعب مع سان ميغيل بيرمن من سنة 1992 إلى 1994.